# Charley Pride
Charley Frank Pride (18 de março de 1934 — 12 de dezembro de 2020) foi um cantor, guitarrista e jogador de beisebol profissional americano. Seu maior sucesso musical veio do início a meados da década de 1970, quando foi o artista mais vendido pela RCA Records desde Elvis Presley. Durante os anos de pico de sua carreira de gravações (1966–1987), ele teve 52 sucessos no top 10 na parada Hot Country Songs da Billboard, 30 dos quais chegaram ao número um. Ele ganhou o prêmio de Artista do Ano no Country Music Association Awards em 1971.
Pride era um dos três membros afro-americanos do Grand Ole Opry (os outros são DeFord Bailey e Darius Rucker). Ele foi incluído no Country Music Hall of Fame em 2000.

## Morte
Pride morreu em Dallas em 12 de dezembro de 2020, de complicações relacionadas à COVID-19. Ele tinha 86 anos.

## Honras e distinções
- Em 2003, um trecho de 53 milhas da Rodovia 3 do Mississippi, da cidade natal do Pride, Sledge, a Tutwiler, foi denominado "Rodovia Charley Pride".[4]
- Pride cantou o hino nacional antes do quinto jogo da World Series de 2010, disputado entre o Texas Rangers e o San Francisco Giants.[5]

## Publicações
- Pride, Charley; Henderson, Jim (1994). Pride: The Charley Pride Story. Nova Iorque: HarperCollins. ISBN 0-688-14232-X. OCLC 32608269